# Chevrolet Special Deluxe
La Special Deluxe è un'autovettura mid-size prodotta dalla Chevrolet dal 1940 al 1942. 

## La Special Deluxe Serie KA: 1940
Nel 1940 fu introdotta, al top della gamma Chevrolet, la Special Deluxe. Il suo lancio retrocesse la Master Deluxe in una posizione intermedia. La Special Deluxe possedeva i fanali anteriori incassati nei parafanghi.
Il modello era dotato di un motore a sei cilindri in linea da 3.548 cm³ di cilindrata. La carrozzeria era disponibile in versione berlina due e quattro porte, familiare quattro porte, coupé due porte e cabriolet due porte.
Di questa prima serie ne furono prodotti 431.199 esemplari. 

## La Special Deluxe Serie AH e BH: 1941-1942

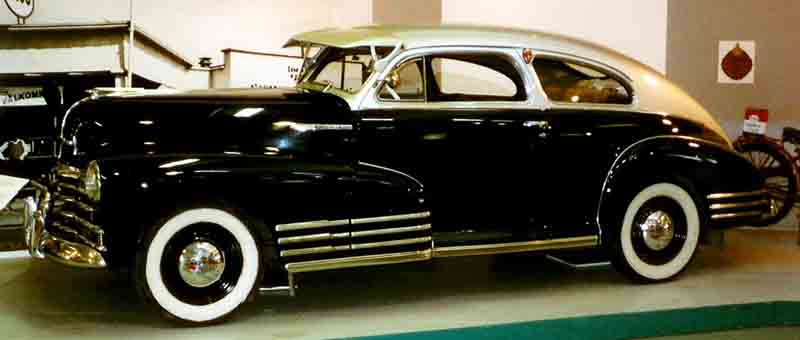
Una Chevrolet Fleetline del 1947. Era estremamente simile alla Chevrolet Special Deluxe Fleetline Aerostar del 1942

Nel 1941 fu introdotta la nuova generazione del modello. La Deluxe Series AH, questo il suo nome, rimase al top della gamma della casa automobilistica statunitense. Le pedane laterali furono eliminate. Le versioni della serie precedente furono confermate, mentre al motore venne aumentata la potenza a 90 CV. Nella primavera del 1941 fu introdotta una berlina quattro porte a cui fu aggiunto il nome Fleetline. Rispetto alla Special Deluxe berlina standard, la Fleetline era dotata di prese d'aria laterali posizionate cofano ed era caratterizzata da lievi differenze nella linea.
Nel 1942 la vettura fu lievemente aggiornata. Nell'occasione, il nome mutò in Deluxe Serie BH. Nell'anno in oggetto, la berlina standard fu ridenominata Fleetmaster. Dal 1941 al 1942 ne fu disponibile una versione lussuosa, la Fleetline. Erano offerti due modelli: una quattro porte berlina che era denominata Sport Master ed una hatchback due porte che era chiamata Aerostar.
Di questa serie, ne furono prodotti 775.502 esemplari, 110.547 dei quali erano delle Fleetline.